# Parma Associazione Calcio 1971-1972
Questa voce raccoglie le informazioni riguardanti il Parma Associazione Calcio nelle competizioni ufficiali della stagione 1971-1972.

## Stagione
Nella stagione 1971-1972 il Parma disputa il girone B del campionato di Serie C, con 50 punti ottiene il secondo posto alle spalle dell'Ascoli che con 58 punti vince il torneo e sale in Serie B. Retrocedono in Serie D la Sangiovannese con 30 punti, l'Imola con 29 punti e l'Entella di Chiavari con 20 punti.
Il Parma del presidente Ermes Foglia vuole fortemente la serie cadetta, costruisce un'ottima squadra e disputa una stagione super, chiude il torneo però al secondo posto con 50 punti, alle spalle del fortissimo Ascoli di Costantino Rozzi e Carletto Mazzone, giunto primo con 58 punti, che in due anni otterrà il doppio salto di categoria, passando dalla Serie C alla Serie A. La squadra ducale per questa stagione inserita nel girone B, quello che raccoglie le squadre di terza serie del centro Italia, viene affidata alle cure dell'allenatore Stefano Angeleri, sostituito a campionato in corso da Antonio Soncini. Ai primi di gennaio al Tardini vittoria di prestigio, viene affrontata e battuta (2-1) la capolista Ascoli. Grande protagonista del campionato del Parma con 20 reti realizzate Fabio Bonci è il bomber stagionale dei bianco crociati, arrivato al secondo posto nella classifica dei marcatori del girone, dietro all'ascolano Renato Campanini primo con 23 reti, nelle file crociate discreto anche il contributo in fase realizzativa del solito Orazio Rancati con 8 reti e dell'interno Giulio Sega arrivato dal mercato di novembre dal Bari, autore di 7 reti.

## Rosa
| N. |                   | Ruolo | Calciatore            |
| -- | ----------------- | ----- | --------------------- |
|    | Italia (bandiera) | P     | Dino Di Carlo         |
|    | Italia (bandiera) | P     | Paolo Monica          |
|    | Italia (bandiera) | D     | Francesco Cappellotto |
|    | Italia (bandiera) | D     | Giovanni Colonnelli   |
|    | Italia (bandiera) | D     | Giovanni Colzato      |
|    | Italia (bandiera) | D     | Mauro Dall'Aglio      |
|    | Italia (bandiera) | D     | Romano Donzelli       |
|    | Italia (bandiera) | D     | Bruno Piaser          |
|    | Italia (bandiera) | D     | Massimo Sorgenti      |
|    | Italia (bandiera) | C     | Gianni Caleffi        |
|    | Italia (bandiera) | C     | Mario Casini          |

| N. |                   | Ruolo | Calciatore       |
| -- | ----------------- | ----- | ---------------- |
|    | Italia (bandiera) | C     | Bruno Gioia      |
|    | Italia (bandiera) | C     | Marco Monari     |
|    | Italia (bandiera) | C     | Giuseppe Regali  |
|    | Italia (bandiera) | C     | Marco Riva       |
|    | Italia (bandiera) | C     | Maurizio Zanotti |
|    | Italia (bandiera) | A     | Fabio Bonci      |
|    | Italia (bandiera) | A     | Vinicio Ciacci   |
|    | Italia (bandiera) | A     | Luciano Paganini |
|    | Italia (bandiera) | A     | Orazio Rancati   |
|    | Italia (bandiera) | A     | Giulio Sega      |

## Risultati

### Serie C

#### Girone di andata
| Arbitro: | Lupi (Genova) |

|              |           |           |
| Cavallito 7’ | Marcatori | 18’ Bonci |

| Arbitro: | Grassi (Savona) |

|             |           |  |
| Rancati 30’ | Marcatori |  |

| Olbia 26 settembre 1971 3ª giornata | Olbia                | 0 – 0 | Parma | Stadio Bruno Nespoli\| Arbitro: \| Busalacchi (Palermo) \| |
| Arbitro:                            | Busalacchi (Palermo) |       |       |                                                            |

| Arbitro: | Broglia (Milano) |

|             |           |  |
| Paganini 5’ | Marcatori |  |

| Arbitro: | Martinelli (Catanzaro) |

|                                         |           |             |
| Zini 29’ Cavazzoni 34’ Zanolla 65’, 82’ | Marcatori | 16’ Rancati |

| Arbitro: | Sgherri (Grosseto) |

|                   |           |             |
| Dianti 51’ (rig.) | Marcatori | 26’ Rancati |

| Arbitro: | Pesciarelli (Roma) |

|                  |           |  |
| Bonci 12’ (rig.) | Marcatori |  |

| Arbitro: | De Fazio (Torino) |

|                                   |           |             |
| Bonci 50’, 53’ (rig.) Rancati 74’ | Marcatori | 69’ Bologna |

| Arbitro: | Lupi (Genova) |

|  |           |           |
|  | Marcatori | 81’ Bonci |

| Parma 14 novembre 1971 10ª giornata | Parma              | 0 – 0 | Entella Chiavari | Stadio Ennio Tardini\| Arbitro: \| Albertini (Torino) \| |
| Arbitro:                            | Albertini (Torino) |       |                  |                                                          |

| La Spezia 21 novembre 1971 11ª giornata | Spezia           | 0 – 0 | Parma | Stadio Alberto Picco\| Arbitro: \| Marino (Taranto) \| |
| Arbitro:                                | Marino (Taranto) |       |       |                                                        |

| Arbitro: | Fuschi (Pescara) |

|                  |           |  |
| Bonci 57’ (rig.) | Marcatori |  |

| Arbitro: | Ciulli (Roma) |

|                      |           |             |
| Prunecchi 13’ (rig.) | Marcatori | 25’ Rancati |

| Arbitro: | Celli (Trieste) |

|                      |           |  |
| Ciacci 44’ Bonci 49’ | Marcatori |  |

| Arbitro: | Laurenti (Padova) |

|  |           |                |
|  | Marcatori | 52’ Colonnelli |

| Arbitro: | Turiano (Reggio Calabria) |

|                     |           |           |
| Gioia 55’ Bonci 65’ | Marcatori | 3’ Pagani |

| Lucca 9 gennaio 1972 17ª giornata | Lucchese          | 0 – 0 | Parma | Stadio Porta Elisa\| Arbitro: \| Andreoli (Padova) \| |
| Arbitro:                          | Andreoli (Padova) |       |       |                                                       |

| Arbitro: | Schena (Foggia) |

|                            |           |  |
| Antonioli 59’ Agostini 81’ | Marcatori |  |

| Arbitro: | Mascia (Milano) |

|                                             |           |  |
| Sega 30’ Paganini 39’ Piaser 58’ Monari 89’ | Marcatori |  |

#### Girone di ritorno
| Arbitro: | Frasso (Capua) |

|                                |           |  |
| Gioia 11’ Sega 45’ Rancati 53’ | Marcatori |  |

| Arbitro: | Casarin (Milano) |

|                |           |             |
| Busilacchi 69’ | Marcatori | 71’ Rancati |

| Parma 13 febbraio 1972 22ª giornata | Parma                 | 0 – 0 | Olbia | Stadio Ennio Tardini\| Arbitro: \| Governa (Alessandria) \| |
| Arbitro:                            | Governa (Alessandria) |       |       |                                                             |

| Arbitro: | V. Lattanzi (Roma) |

|              |           |          |
| Largiuli 60’ | Marcatori | 54’ Sega |

| Parma 5 marzo 1972 24ª giornata | Parma                       | 0 – 0 | SPAL | Stadio Ennio Tardini\| Arbitro: \| Moretto (San Donà di Piave) \| |
| Arbitro:                        | Moretto (San Donà di Piave) |       |      |                                                                   |

| Arbitro: | Monforte (Palermo) |

|                                                     |           |  |
| Paganini 20’ Colonnelli 28’ Sega 53’ Bonci 58’, 65’ | Marcatori |  |

| Arbitro: | Scolari (Verona) |

|  |           |           |
|  | Marcatori | 63’ Bonci |

| Arbitro: | Fuschi (Pescara) |

|              |           |          |
| Rubinato 58’ | Marcatori | 47’ Sega |

| Parma 9 aprile 1972 28ª giornata | Parma               | 0 – 0 | Rimini | Stadio Ennio Tardini\| Arbitro: \| Medeghini (Brescia) \| |
| Arbitro:                         | Medeghini (Brescia) |       |        |                                                           |

| Chiavari 16 aprile 1972 29ª giornata | Entella Chiavari  | 0 – 0 | Parma | Stadio Comunale\| Arbitro: \| Laurenti (Padova) \| |
| Arbitro:                             | Laurenti (Padova) |       |       |                                                    |

| Arbitro: | Sgherri (Grosseto) |

|  |           |                   |
|  | Marcatori | 80’ (rig.) Perico |

| Arbitro: | Moretto (San Donà di Piave) |

|               |           |           |
| Vernacchia 3’ | Marcatori | 80’ Bonci |

| Arbitro: | Menicucci (Firenze) |

|                                    |           |  |
| Bonci 32’, 65’ Ciacci 47’ Sega 57’ | Marcatori |  |

| Arbitro: | Agnolin (Bassano del Grappa) |

|                         |           |  |
| Pezzato 84’ Bonaldi 85’ | Marcatori |  |

| Arbitro: | Tempio (Catania) |

|                           |           |  |
| Curi 60’ (aut.) Bonci 63’ | Marcatori |  |

| Arbitro: | Marino (Taranto) |

|                                                    |           |  |
| Colzato 20’ (aut.) Campanini 49’, 55’ Musiello 60’ | Marcatori |  |

| Arbitro: | Iseppi (San Donà di Piave) |

|                                            |           |                      |
| Bonci 31’ Zanotti 48’ Sega 63’ Rancati 80’ | Marcatori | 58’ Pieri 79’ Caputi |

| Arbitro: | Giardini (Legnano) |

|                  |           |                        |
| Sega 3’ Bonci 4’ | Marcatori | 35’ Carnevali 79’ Beni |

| Arbitro: | Sansò (Lecce) |

|  |           |               |
|  | Marcatori | 9’, 55’ Bonci |

## Statistiche

### Statistiche dei giocatori
| Giocatore      | Serie C  | Serie C |
| Giocatore      | Presenze | Reti    |
| -------------- | -------- | ------- |
| F. Bonci       | 36       | 20      |
| G. Caleffi     | 3        | 0       |
| V. Ciacci      | 15       | 1       |
| G. Colonnelli  | 34       | 2       |
| G. Colzato     | 2        | 0       |
| F. Cappellotto | 18       | 0       |
| M. Casini      | 14       | 0       |
| M. Dall'Aglio  | 1        | 0       |
| D. Di Carlo    | 38       | -26     |
| R. Donzelli    | 25       | 0       |
| B. Gioia       | 35       | 0       |
| M. Monari      | 21       | 1       |
| P. Monica      | 2        | -0      |
| L. Paganini    | 21       | 0       |
| B. Piaser      | 25       | 0       |
| O. Rancati     | 29       | 8       |
| G. Regali      | 34       | 0       |
| M. Riva        | 32       | 0       |
| G. Sega        | 23       | 7       |
| M. Zanotti     | 4        | 1       |